# Stabat Mater (Band)
Stabat Mater ist eine 2001 gegründete Funeral-Doom-Band.

## Geschichte
Mikko Aspa von Clandestine Blaze gründete Stabat Mater 2001 als Soloprojekt. Aspa gab an, dass das Projekt lediglich dem eigenen Vergnügen dienen sollte und er keine Ambitionen auf eine mögliche Popularität gehegt hätte. Die Demoaufnahmen habe er lediglich an einige Bekannte geschickt. Die frühen offiziellen Veröffentlichungen der Gruppe, die ausschließlich aus Split-EPs und Kompilationen bestanden, seien ebenso entstanden. Der Kontakt zu Painiac Records bestand bereits vor der ersten Veröffentlichung, die Kooperation mit dem Label entstand ohne eine vorausgegangene Suche nach Vertragspartnern. Das Debütalbum veröffentlichte der für seine Kooperationen mit rechtsextremen Musikgruppen kritisierte Aspa hingegen über sein eigenes Label Northern Heritage Records.

## Stil
Die Musik von Stabat Mater wird dem Funeral Doom beziehungsweise Torture Doom zugerechnet. Aspa nennt Gruppen wie Unholy, Beherit, die frühen Cathedral, Skepticism, Goatlord, die frühen Godflesh und Burzum als wichtige Einflussfaktoren für die Musik des Projektes. Das Webzine Cult of Morbid Ascension zog Vergleiche mit Wormphlegm und Funeralium, die Musik sei auf eine „verdrehte und kranke Atmosphäre“ fokussiert. Als besonderes Merkmal der Musik gilt die Verwendung von Samples gefolterter Frauen. Ansonsten sei die Musik mit typischen Elementen des Funeral Dooms, wie sehr langsamen und zugleich riffbetontem Gitarrenspiel, einem ebenso langsamen Rhythmus und sehr tiefem Growling versehen.

## Diskografie
- 2001: Rehearsal (Demo, Selbstverlag)
- 2002: Stabat Mater/Worship (Split-EP mit Worship, Painiac Records)
- 2003: A Slow March to the Burial (Split-EP mit Mournful Congregation, Painiac Records)
- 2004: Church of the Flagellation (Split-MC mit Bunkur, Malasangre und The Sad Sun, Catacomb Records)
- 2005: Crushing the Holy Trinity (Father) (Split-EP mit Clandestine Blaze, Deathspell Omega, Musta Surma, Exordium und Mgła, Northern Heritage Records)
- 2006: Stabat Mater/A.M. (Split-EP mit A.M., Painiac Records)
- 2009: Stabat Mater (Album, Northern Heritage Records)
- 2016: Give Them Pain (Kompilation, Northern Heritage Records)
- 2021: Treason by Son of Man (Album, Northern Heritage Records)